# Louis Emmanuel Rey
Louis Emmanuel Rey (Grenoble, 22 de setembre de 1768 – París, 18 de juny de 1846) va ser un militar francès. Va unir a l'exèrcit reial francès i va fer una ràpida promoció a general durant les Guerres de la Revolució Francesa. Va seguir prestant servei al Primer Imperi francès durant les Guerres napoleòniques. Va lluitar a la guerra del francès i va liderar una tenaç defensa de Sant Sebastià en 1813. El seu és un dels noms inscrits a l'Arc de Triomf.

## Primers anys
El 1784, a l'edat de 16 anys, es va unir al Regiment de Monsieur de l'exèrcit francès, que es va convertir en el 75è Regiment d'Infanteria en 1791. Promogut al sergent major el 1791, va ascendir a tinent en 1792. A partir d'aquest any, va servir quatre anys en l'Exèrcit dels Alps amb distinció i va guanyar una promoció a general de brigada el 1796. Durant un temps, va manar un campament a Lió que reorganitzava unitats que passaven de la Vendée a l'Exèrcit d'Itàlia

## Imperi
Quan la Grande Armée va abandonar les costes del canal de la Mànega per lluitar en la guerra de la Tercera Coalició, va rebre el comandament del Camp de Boulogne de 1805 a 1808 En aquest últim any va ser nomenat Baró de l'Imperi. Va servir com a cap d'estat major en el VII Cos de Laurent Gouvion Saint-Cyr a Catalunya a principis d'agost de 1808. És probable que ell comandés una brigada a la batalla d'Ocaña el novembre de 1809. Una font va afirmar que Rey dirigia 3.500 homes en sis batallons. És probable que la seva brigada inclogués tres batallons de cadascun dels dotze Regiments d'Infanteria lleugera i la 43ena. En la batalla de Baza el 4 de novembre de 1810 va liderar una brigada de la primera divisió del IV Cos d'Horace Sebastiani de la Porta que consistia en un batalló del 32è Regiment d'Infanteria de Línia i tres batallons de la 58a Línia. Lluitava al setge de Tarragona l'any 1811. L'historiador David G. Chandler va assenyalar que Rey va ser nomenat governador de la fortalesa de Sant Sebastià l'agost de 1811. Una altra font va afirmar que Rey va ser derrotat per Francisco Ballesteros a Alhaurín el Grande el 14 d'abril de 1812. En aquesta ocasió va liderar una força de 3.000 homes formats per tres esquadrons del 21è Regiment de Dragons, dues peces d'artilleria i tres batallons dividits entre els Regiments d'Infanteria de Línia 43 i 58. Les pèrdues franceses van sumar 200 i van incloure els canons.
Del 5 de juliol al 9 de setembre de 1813, Rey va dur a terme una defensa extremadament poderosa de Sant Sebastià. En relacionar la història del setge, l'historiador David Gatesesmenta Rey, "un comandant del primer ordre". L'exèrcit d'Arthur Wellesley, primer duc de Wellington, va enviar 40 canons de setge pesats i grans quantitats de subministraments al port proper de Pasaia a principis de juliol. Wellington va assignar a Thomas Graham, 1er Baró Lynedoch, la 5a divisió britànica i una brigada portuguesa per dur a terme l'operació de setge. Un intent d'apresurar una defensa perifèrica, el monestir de San Bartolomé, va fallar el 15 de juliol. Un bombardeig i un atac més pesats van exaltar els defensors francesos del monestir dos dies més tard, però la infanteria aliada va atacar i va ser rebutjada amb 200 víctimes a les principals defenses. Els canons de setge anglo-portuguesos van començar a treballar i van obrir una petita fracció al costat est. Mentrestant, els enginyers britànics van descobrir una antiga claveguera que utilitzaven per col·locar una mina sota les defenses meridionals.
Rey va segellar la bretxa amb defenses internes, va posar tiradors als edificis propers i va posar a zero la seva artilleria a la zona amenaçada. A l'alba del 25 de juliol, l'atac de Graham va continuar. La mina va explotar, causant danys, però els francesos van rebutjar fàcilment de l'atac aliat meridional, que només era una diversió. Encapçalat pels Royal Scots, la columna principal va salpar a la ria de l'Urumea a marea baixa i va atacar la bretxa de l'est. Després que els atacants arribessin al cim de la bretxa, els francesos van obrir foc i el resultat va ser una massacre. La infanteria britànica es va estampar, portant els seus batallons de suport. Els atacants van patir una pèrdua de 600 morts i ferits, mentre que les baixes franceses només eren una desena. Quan la marea entrant amenaçava d'ofegar molts ferits britànics, Rey va permetre generosament que els seus soldats deixessin les seves defenses i rescatar-los. La batalla dels Pirineus aquell dia va provocar que Wellington ordenés a Graham que abandonés el setge. Mentre els Aliats retiraren les armes del seu lloc, Rey va llançar un atac sorpresa que va causar 200 baixes més i va agafar alguns equips. Sacsejats pels seus contratemps, la moral aliada va caure i la deserció es va convertir en un problema.

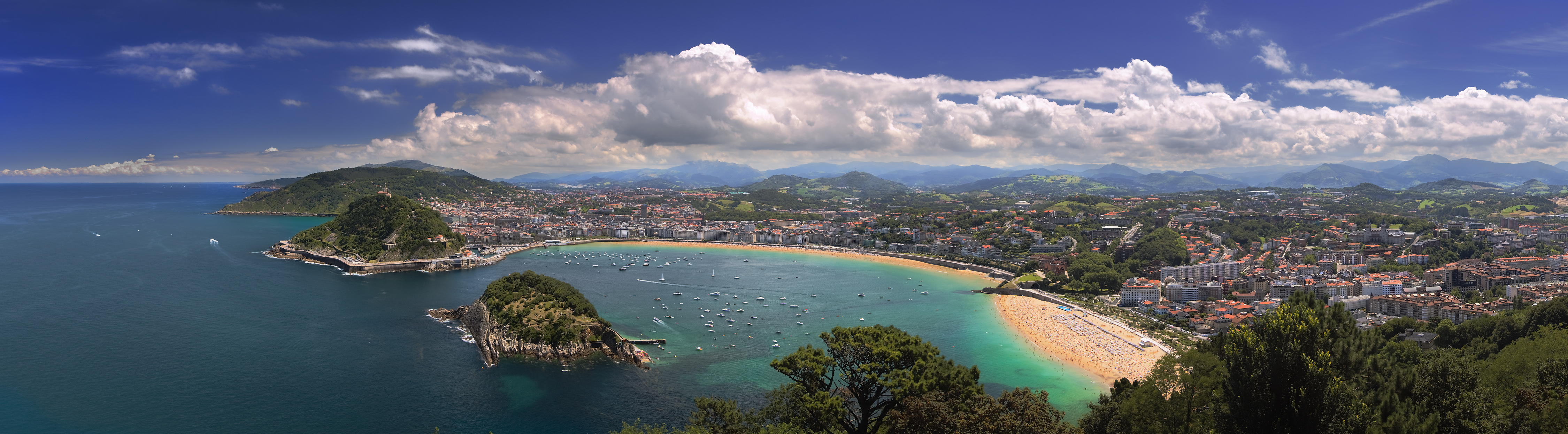

Durant l'interludi, Rey va reparar les seves defenses meridionals i va segellar completament la bretxa amb un nou mur. També va rebre tropes i subministraments frescos a través del bloqueig naval britànic i va enviar els seus soldats malalts i ferits a França. Rey va esperar un retorn dels Aliats amb 3.000 soldats i 60 canons. Després de derrotar els francesos als Pirineus, Graham va rearmar les bateries del seu setge, que ara comptava amb 63 canons pesats. El 26 d'agost, el bombardeig va començar de nou i va durar cinc dies. L'artilleria aliada va llançar un tret darrere l'altra i va provocar greus pèrdues entre els defensors. El bombardeig va fer un buit de 300 metres d'ample a la paret a la cantonada sud-est de la ciutat, a més d'una segona fracció més al nord. Davant la pèrdua de la major part dels seus canons, Rey va armar cadascun dels seus 2.500 soldats supervivents amb tres mosquetons i granades. Es van col·locar algunes mines defensives i les runes es van eliminar de les bretxes.
L'assalt final va començar a les 10:55 el 31 d'agost quan la Va Divisió de James Leith va precipitar la ruptura principal del sud mentre que la brigada portuguesa de Thomas Bradford va atacar la més petita de l'est. Ambdues columnes van assolir entrar per les respectives bretxes i es van trobar sota un foc mortal. Després d'un matança unilateral durant gairebé 30 minuts, ambdues columnes es van retirar a la base de la paret on les tropes van abraçar el terreny per escapar de l'intens tiroteig. En aquesta emergència, Graham va ordenar que les seves armes disparessin sobre els caps dels atacants supervivents. Aquest expedient va salvar el dia dels Aliats, ja que el foc va separar les defenses internes, causant grans pèrdues als francesos. Com que alguns de la cinquena divisió van aconseguir progressar, un accident va fer esclatar una tenda de bombes, va matar 60 francesos i va ferir a molts més.
Els homes de Leith van empènyer els murs aprofitant la menor bretxa on van ajudar els portuguesos a trencar-la. Encara invicte, Rey va dirigir els seus homes en una batalla de casa per casa que va acabar quan ell i les seves 1.300 tropes restants es van refugiar al castell de La Mota. Mentrestant, les tropes aliades van frenar i van saquejar la ciutat durant tres dies durant els quals la plaça va ser pràcticament destruïda. Atrinxerat en el seu castell al cim del turó, Rey es va enfrontar a un bombardeig de 60 canons fins al 8 de setembre, quan finalment va treure la bandera blanca. Abans de ser obligat a rendir els supervivents de la guarnició, els seus soldats van infligir més de 5.000 víctimes als seus enemics, inclòs Leith que va ser ferit.
Com a recompensa pels seus meritoris serveis, l'emperador Napoleó I de França el va promoure a general de divisió al novembre de 1813 tot i que era presoner de guerra. Els historiadors difereixen quan es descriu el servei de Rey en 1814. David G. Chandler escriu que va romandre sota custòdia britànica fins a maig de 1814. Digby Smith posa un general Rey comandant una brigada en la divisió d'Eloi Charlemagne Taupin a les batalles d'Orthez i Tolosa a començaments de 1814.
Durant els Cent Dies Rey es va unir a Napoleó i va rebre el comandament de la fortalesa de Valenciennes. Va sostenir un setge per 9.000 tropes holandeses-belgues des del 30 de juny fins a rendir-se el 12 d'agost. Després del restauració de la monarquia, va caure en desgràcia fins a l'any 1830, quan va rebre una cita de tres anys en una comissió reial. El seu servei militar és honrat a la Columna 37 de l'Arc de Triomf a París, amb la inscripció Eel REY.